# Sudamericano de Rugby A 2017
El Sudamericano de Rugby A de 2017, fue la 39.ª edición del torneo.
Este año, formó parte de la clasificación americana para el mundial de Japón 2019.
El ganador del torneo, Uruguay, se enfrentó posteriormente en dos oportunidades a un equipo de América del Norte (Canadá), y al ganar esa llave obtuvo un cupo para Japón. El perdedor todavía tendrá la posibilidad de asistir a la copa mediante un repechaje intercontinental.

## Ronda de clasificación
Se disputó un repechaje para determinar el cuarto equipo participante. Paraguay en calidad de último en la edición anterior y Colombia campeón del Sudamericano B 2016 se enfrentaron a un solo partido para conseguir ese cupo. Se jugó el sábado 19 de noviembre en Asunción, Paraguay y fue victoria para los locales, de esta forma volverán a competir los cuatro equipos de la edición pasada.
| 19 de noviembre de 2016 14:00 | Paraguay | 39 - 27 | Colombia | Estadio Héroes de Curupaytí, Asunción, Paraguay |  |
|                               |          | Reporte |          |                                                 |  |

## Equipos participantes
- Selección de rugby de Brasil (Los Tupís)
- Selección de rugby de Chile (Los Cóndores)
- Selección de rugby de Paraguay (Los Yacarés)
- Selección de rugby de Uruguay (Los Teros)

## Posiciones
| Pos. | Equipo   | Encuentros | Encuentros | Encuentros | Encuentros | Tantos  | Tantos    | Tantos     | Puntos |
| Pos. | Equipo   | jugados    | ganados    | empatados  | perdidos   | a favor | en contra | diferencia | Puntos |
| ---- | -------- | ---------- | ---------- | ---------- | ---------- | ------- | --------- | ---------- | ------ |
| 1    | Uruguay  | 3          | 3          | 0          | 0          | 113     | 57        | + 56       | 9      |
| 2    | Chile    | 3          | 2          | 0          | 1          | 92      | 44        | + 48       | 6      |
| 3    | Brasil   | 3          | 1          | 0          | 2          | 94      | 62        | + 32       | 3      |
| 4    | Paraguay | 3          | 0          | 0          | 3          | 32      | 168       | - 136      | 0      |

Nota: Se otorgan 3 puntos al equipo que gane un partido, 1 al que empate y 0 al que pierda
|  | Campeón y continúa en carrera a Japón 2019 |

|  | A repechaje por la permanencia en el SRA |

## Resultados

### Primera fecha[7]
| 13 de mayo 15:45 | Chile | 15 - 10 | Brasil | Estadio Municipal de La Pintana, Santiago, Chile |                            |
|                  |       | Reporte |        | Árbitro(s): Joaquín Montes                       | Árbitro(s): Joaquín Montes |

| 13 de mayo 15:15 | Paraguay | 19 - 45 | Uruguay | Estadio Héroes de Curupaytí, Asunción, Paraguay |                          |
|                  |          | Reporte |         | Árbitro(s): Pablo Deluca                        | Árbitro(s): Pablo Deluca |

### Segunda fecha
| 20 de mayo 15:45 | Chile | 66 - 7  | Paraguay | Estadio Municipal de La Pintana, Santiago, Chile |  |
|                  |       | Reporte |          |                                                  |  |

| 20 de mayo 15:30 | Uruguay | 41 - 27 | Brasil | Estadio Charrúa, Montevideo, Uruguay |  |
|                  |         | Reporte |        |                                      |  |

### Tercera fecha
| 26 de mayo 14:00 | Brasil | 57 - 6  | Paraguay | Estadio Pacaembú, Sao Paulo, Brasil |  |
|                  |        | Reporte |          |                                     |  |

| 27 de mayo 15:30 | Uruguay | 27 - 11 | Chile | Estadio Charrúa, Montevideo, Uruguay |  |
|                  |         | Reporte |       |                                      |  |

| Bandera de Uruguay |
| Campeón Uruguay    |
| Cuarto título      |